# Lsjbot

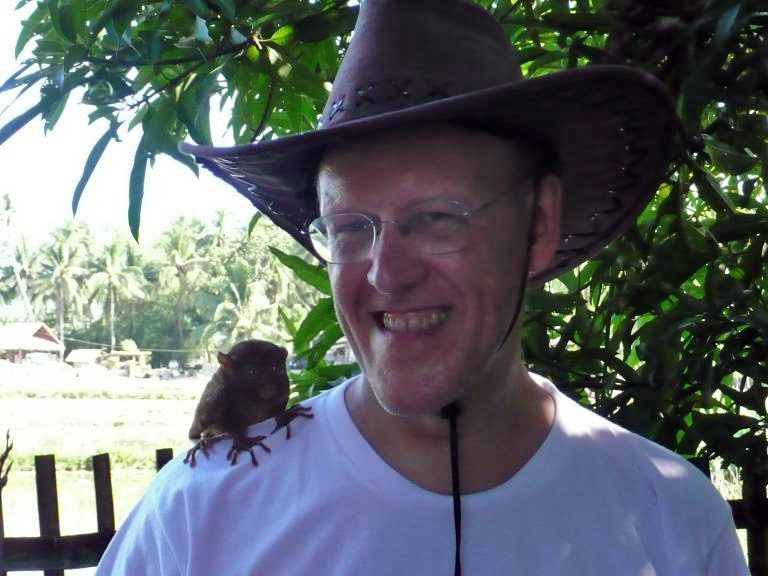
Sverker Johansson, tvůrce Lsjbota

Lsjbot je uživatelský účet a software (bot), který na Wikipedii automaticky vytváří články. Vyvinul ho Švéd Sverker Johansson. Nejčastěji vytváří články o živých organismech nebo o místech (například o řekách, horách aj.). Nejprve byl spuštěn na švédské Wikipedii, poté na cebuánské (cebuánština je rodným jazykem Johanssonovy ženy) a warajské Wikipedii. Dokáže vyprodukovat až 10 000 článků za den.
Právě díky Lsjbotovi je cebuánská Wikipedie počtem článků druhou nejrozsáhlejší na světě (po anglické) a švédská třetí nejrozsáhlejší.